# Episodi di The King of Queens (nona stagione)
La nona e ultima stagione della serie televisiva The King of Queens, composta da 13 episodi, è andata in onda negli Stati Uniti sul canale CBS dal 6 dicembre 2006 al 14 maggio 2007.
In Italia è stata trasmessa nel 2009.
| nº | Titolo originale   | Titolo italiano        | Prima TV USA     | Prima TV Italia |
| -- | ------------------ | ---------------------- | ---------------- | --------------- |
| 1  | Mama Cast          | Mamma per finta        | 6 dicembre 2006  | 2009            |
| 2  | Affair Trade       | La doppia vita di Doug | 6 dicembre 2006  |                 |
| 3  | Moxie Moron        | Lavori a rischio       | 13 dicembre 2006 |                 |
| 4  | Major Disturbance  | Traumi infantili       | 13 dicembre 2006 |                 |
| 5  | Ruff Goin'         | Il cane abbandonato    | 20 dicembre 2006 |                 |
| 6  | Brace Yourself     | Ritocchi               | 3 gennaio 2007   |                 |
| 7  | Home Cheapo        | Amici scrocconi        | 9 aprile 2007    |                 |
| 8  | Offensive Fowl     | Un pollo per amico     | 16 aprile 2007   |                 |
| 9  | Mild Bunch         | Compagni di scuola     | 23 aprile 2007   |                 |
| 10 | Manhattan Project  | La casa dei sogni      | 30 aprile 2007   |                 |
| 11 | Single Spaced      | Una nuova vita         | 7 maggio 2007    |                 |
| 12 | China Syndrome (1) | Sindrome cinese        | 14 maggio 2007   |                 |
| 13 | China Syndrome (2) | Sindrome cinese (2)    | 14 maggio 2007   |                 |